# Międzyrzecz
Międzyrzecz (udtale: [mʲɛnˈd͡zɨʐɛt͡ʂ]; latin: Meserici, tysk: Meseritz, yiddish: מעזריטש, romaniseret: Mezrits) er en by og en kommune (Gmina) i det vestlige Polen, der ligger i voivodskabet Lubusz (Województwo lubuskie) og har 17.400(2021) indbyggere og et areal på 	10,26 km². Den er administrationsby i powiatet (amt) Międzyrzecz, og ligger ved floderne og Paklica

## Geografi
Byens navn henviser til Mesopotamien ("mellem floder", polsk: Międzyrzecze) og dens placering ved sammenløbet af Obra og Paklica-bifloden, i den vestlige del af byen historiske Storpolen region. Cirka halvvejs mellem byerne Skwierzyna og Świebodzin, ligger den 48 km syd for den regionale hovedstad Gorzów Wielkopolski og 68 km nord for Zielona Góra.
Det kommunale område ligger i en særlig grøn del af Polen. Store skove og talrige søer kan findes i nærheden, herunder to Natura 2000-beskyttede områder syd for byen.
Międzyrzecz er den syvende største by i Lubusz Voivodeship. Antallet af indbyggere har været svagt faldende siden 1990'erne.

## Historie
Bebyggelsen på vejen fra Magdeburg til Gniezno blev første gang nævnt som Mezerici af middelalderkrønikeren Thietmar af Merseburg i løbet af kong Henrik 2.s felttog i 1005 ind i Piast-slægtens hertug Boleslav 1. af Polens landområder. Det gammelpolske navn Mezyriecze optrådte første gang i 1112 - 16 Gesta principum Polonorum af Gallus Anonymus.